# Osterwitz
Osterwitz är en ort i Österrike. Den ligger i kommunen Deutschlandsberg i förbundslandet Steiermark, Orten var till och med 2014 huvudort i kommunen Osterwitz.